# Йонкома

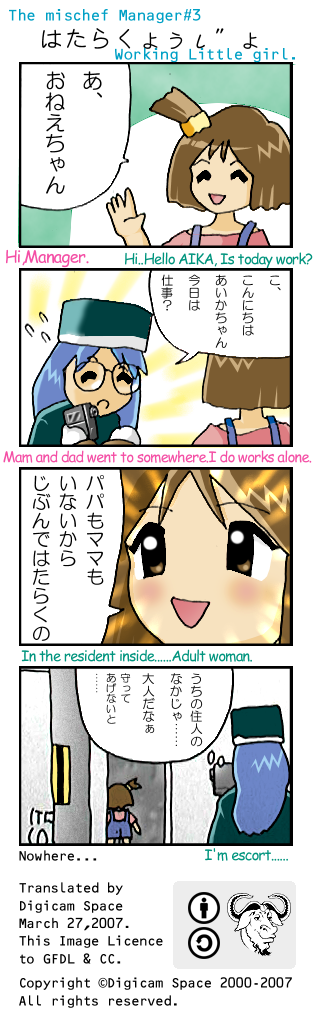
Приклад Йонкоми

Йонкома (яп. 4コマ漫画), також відома як 4-кома або чотирьохпанельна манґа — формат випуску манґи на 4 панелі. Зазвичай використовується в комедійних вставках. Зустрічається практично у всіх японських виданнях, які публікують манґу, зокрема в манґа-журналах, графічних романах, в розділах манґи в газетах, ігрових журналах, кулінарних журналах і тому подібне. Сюжет зазвичай закінчується на четвертій панелі, але іноді може продовжуватися в майбутніх випусках. Деякі йонкоми піднімають серйозні теми, але більшість є комедійними.
В Японії є багато видань та магазинів, що спеціалізуються саме на йонкомах, наприклад, «4-panel manga magazine», що з'явився у 1980-х роках, і «4-panel manga anthology», яка була популярною в 1990-х роках.

## Історія
В період Едо в гумористичних книгах зі збірками карикатур та «шаржів» почали з'являтись різні сюжети у вигляді панелей, згодом в «манзі Хокусая» (1814) було надруковано подібні комічні історії, але у вигляді чотирьох панелей, це називають «початком йонком».